# Iuliusina
Iuliusina es un género de foraminífero bentónico de la familia Conorbinidae, de la superfamilia Discorboidea, del suborden Rotaliina y del orden Rotaliida. Su especie tipo es Iuliusina grata. Su rango cronoestratigráfico abarca el Barremiense medio (Cretácico inferior).

## Clasificación
Iuliusina incluye a la siguiente especie:
- Iuliusina grata †